# Richard Weil (Fußballspieler)
Richard Weil (* 6. Februar 1988 in Frankfurt am Main) ist ein deutscher Fußballspieler.

## Karriere
Weil begann seine Karriere im November 1994 in der G-Jugend des Frankfurter Vorstadt-Verein TSG Niederrad. Nach viereinhalb Jahren in Niederrad wechselte er 1999 in die D-Jugend von Eintracht Frankfurt. Bei der Eintracht durchlief er die Jugendklassen von der D-Jugend bis zur A-Jugend und wurde im Sommer 2007 in die zweite Mannschaft des Vereins übernommen. Dort wurde er sofort Stammspieler und zeichnete sich auch als Torschütze aus. Am Ende der Saison 2007/08 wurde er mit Frankfurt Vierter der Oberliga Hessen und qualifizierte sich damit für die nach der Ligareform neue viertklassige Regionalliga Süd. Im Jahr darauf war er zwar eine feste Größe in der U-23 und wurde mit dem Team Dritter; der Aufstieg in die Zweitligamannschaft gelang ihm jedoch nicht.
Nach der Saison schloss er sich im Sommer 2009 dem Regionalligameister und Aufsteiger 1. FC Heidenheim 1846 an. Sein Profidebüt in der 3. Liga gab er am 25. Juli 2009, als er beim 2:2-Unentschieden gegen den Wuppertaler SV Borussia am ersten Spieltag der Saison 2009/10 in der Startaufstellung stand. Auch in der höheren Liga behauptete er sich durchgehend als Stammspieler und zeichnete sich auch als Torvorbereiter aus. In zwei Jahren brachte er es auf 17 Torvorlagen und 12 eigene Treffer in 65 Partien. In der Saison 2011/12 hatte er mit muskulären Problemen zu kämpfen, danach warf ihn ein Außenbandriss in der Winterpause zurück. Trotzdem kam er noch auf 26 Einsätze ohne eigenes Tor. Am 21. Dezember 2012 kündigte der 1. FC Heidenheim an, seinen bis zum 30. Juni 2013 datierten Vertrag nicht zu verlängern. Ende Januar 2013 wurde sein Vertrag vorzeitig aufgelöst. Weil wechselte daraufhin zur Reserve des 1. FSV Mainz 05. Er stieg mit dem Team in die 3. Liga auf und hielt in der Saison 2014/15 die Klasse. Nach der Saison ging er zum Aufsteiger in die 3. Liga, den Würzburger Kickers und stieg mit der Mannschaft nach der Saison 2015/16 und zwei Relegationsspielen in die 2. Bundesliga auf.
Ende Januar 2017 wechselte er zum 1. FC Magdeburg und stieg mit dem Verein am Saisonende ebenfalls in die 2. Bundesliga auf. Nachdem sich der FCM nicht in der 2. Liga hatte halten können, verließ der Abwehrspieler den Klub und schloss sich zur Regionalligasaison 2019/20 den Kickers Offenbach an, bei denen er einen bis Juni 2021 laufenden Vertrag erhielt. Der Vertrag wurde Ende Mai 2020 vorzeitig aufgelöst.
Anschließend wurde Weil bei der U21 des VfB Stuttgart vorgestellt, die zur Saison 2020/21 ebenfalls in der Regionalliga Südwest antritt. Nach dem Ende der Saison 2021/22 verließ er den VfB wieder und wechselte zum VfR Mannheim.

## Erfolge
- Aufstieg in die 2. Bundesliga 2018 mit dem 1. FC Magdeburg
- Aufstieg in die 2. Bundesliga 2016 mit den Würzburger Kickers
- Bayerischer Toto-Pokalsieger 2016 mit den Würzburger Kickers
- Aufstieg in die 3. Liga 2014 mit dem 1. FSV Mainz 05 II
- Aufstieg in die Regionalliga 2008 mit Eintracht Frankfurt II